# Shalamar

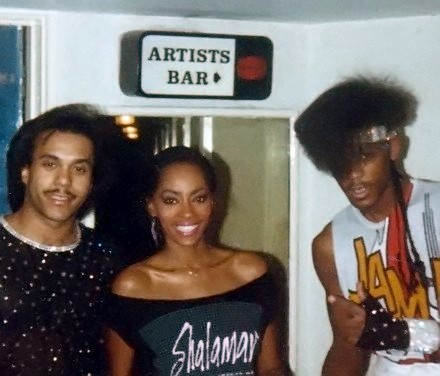
Shalamar Backstage (1983)

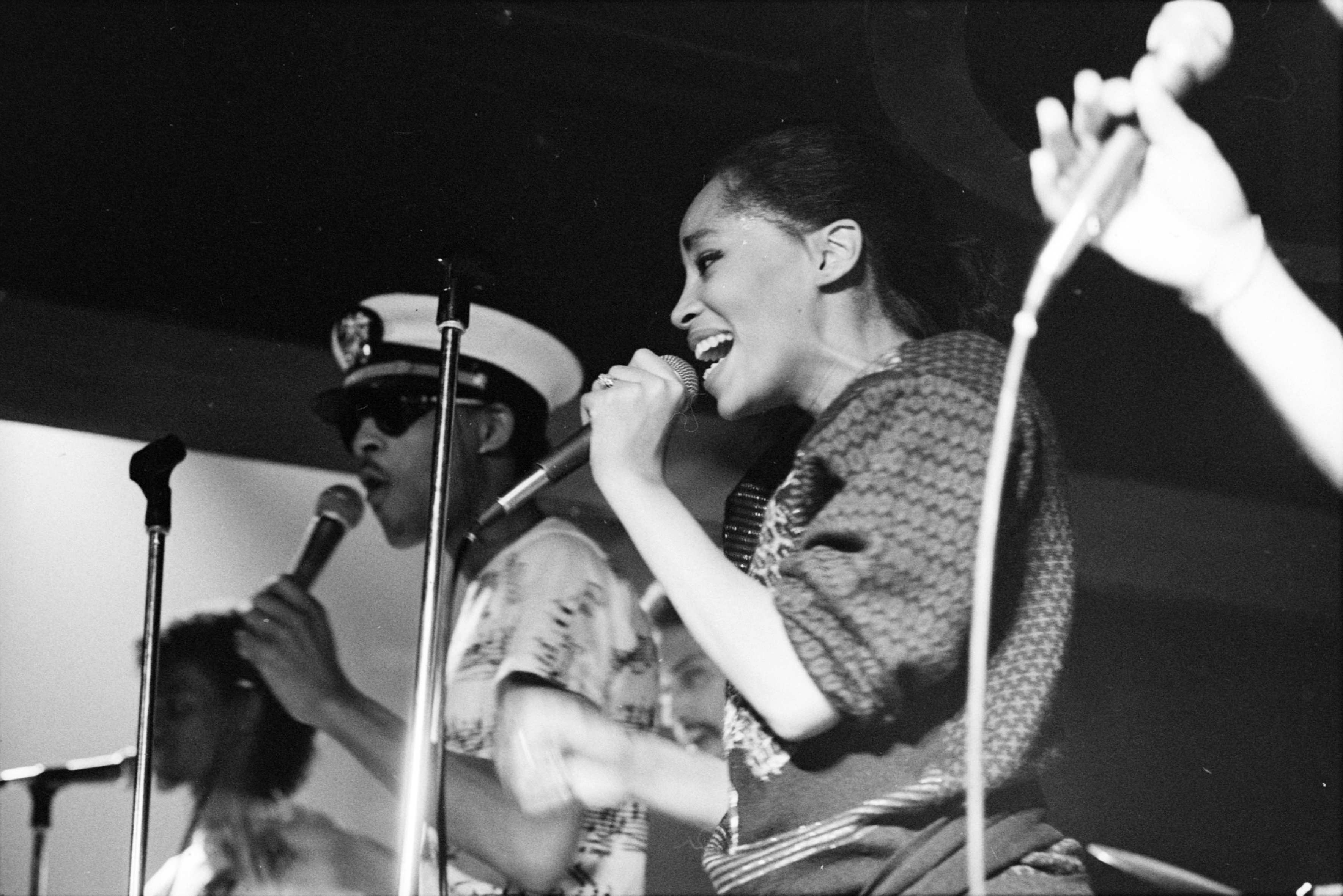
Shalamar (1982)

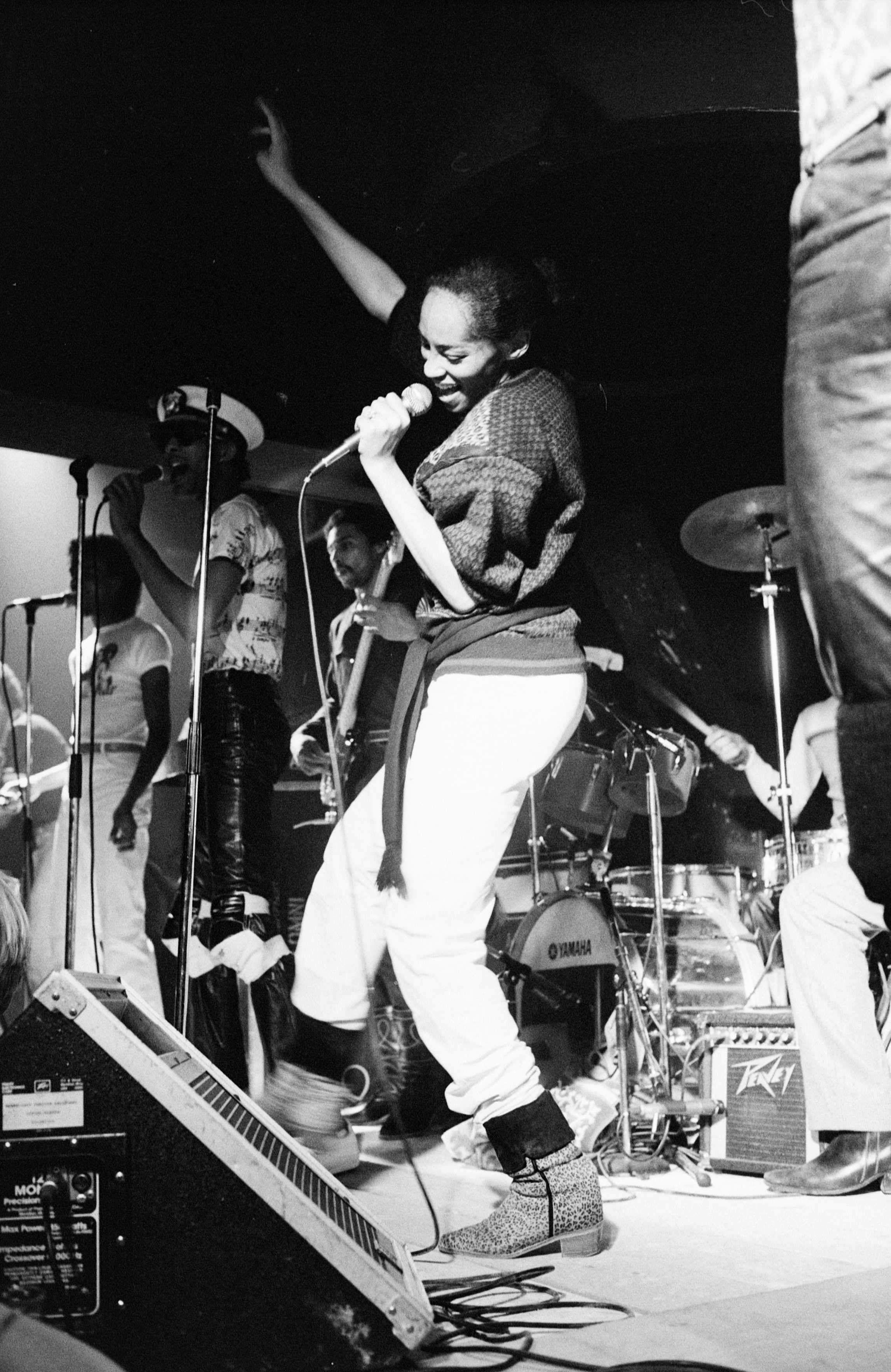
Shalamar (1982)

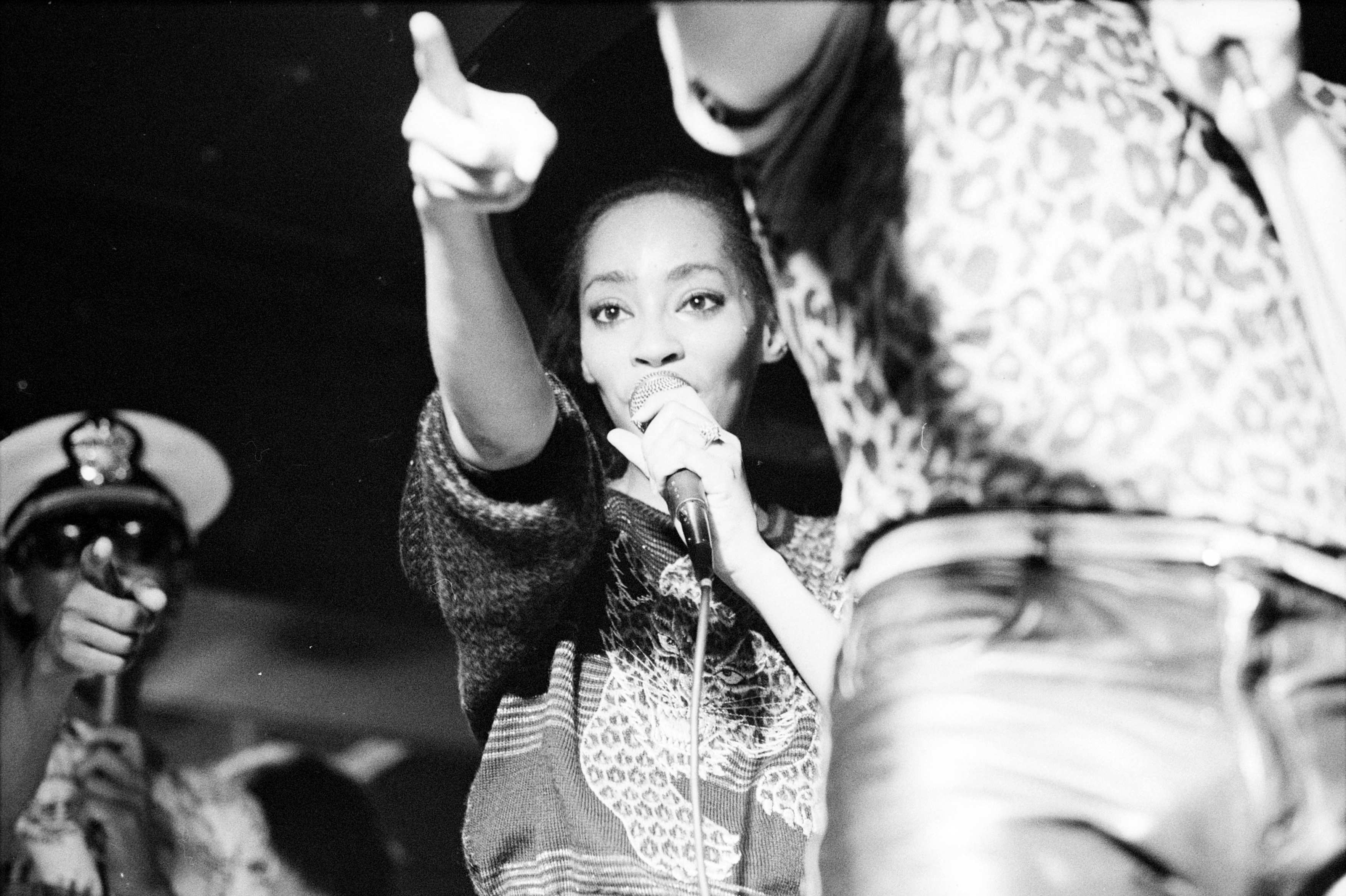
Shalamar (1982)

Shalamar ist eine amerikanische Disco- und Soulband, die über zehn Jahre lang weltweit Erfolg hatte und es schaffte, von 1977 bis 1986 in jedem Jahr mindestens einen Hit in den britischen Charts zu platzieren.

## Bandgeschichte
Shalamar war ursprünglich ein reines Studioprojekt des amerikanischen Managers Dick Griffey und des britischen R&B-Produzenten Simon Soussan. Griffey arbeitete 1977 für die Fernsehshow Soul Train, die seit 1971 fast ausschließlich afroamerikanischen Künstlern ein Podium bot und noch 2006 auf Sendung war.
Griffey nahm mit Studiomusikern ein Medley aus Motown-Hits auf, das unter dem Titel Uptown Festival und dem Bandnamen Shalamar veröffentlicht wurde. Nachdem die Single ein Hit in den Discos wurde und auch in die Charts einstieg, beschloss Griffey, den Bandnamen mit Leben zu füllen. Durch Soul Train fand er Jody Watley, Jeffrey Daniel und Gerald Brown, die in der Sendung als Tänzer tätig waren. Brown wurde schon nach kurzer Zeit durch Howard Hewett ersetzt. Diese drei Sänger wurden dann als Shalamar bekannt.
Ende 1978 begann die Ära ihrer Dance-Soul Hits mit dem Song Take That to the Bank. Ein Jahr später folgte mit The Second Time Around der erste Top-Ten-Hit, der zudem ein Millionenseller wurde. In den frühen 1980er Jahren wurden Shalamar zu Stars der amerikanischen wie der britischen R&B- und Discoszene.
Watley und Daniel verließen 1983 die Band, da ihre Plattenfirma Solar Records ihnen einen rockigeren Sound verpassen wollte. Howard Hewett ersetzte beide durch Micki Free und Delissa Davis, was den Erfolg zunächst nicht beeinträchtigte. Die neuformierten Shalamar stiegen 1984 mit Dancing in the Sheets, das im Film Footloose verwendet wurde, wieder in die US-Top-Twenty ein. Don’t Get Stopped in Beverly Hills, ein weiterer Track des Albums Heartbreak, wurde im Film Beverly Hills Cop verwendet und brachte Hewett und Free als Autoren damit einen Grammy ein.
1986 verließ Howard Hewett die Band, um eine Solokarriere zu beginnen; er wurde durch den Ex-Football-Spieler Sydney Justin ersetzt.
Die Gruppe löste sich schließlich nach der Veröffentlichung von Wake Up 1990 auf. Jeffrey Daniels einziger Soloerfolg war 1991 mit dem gleichnamigen Album und der Single She’s That Girl. Erfolgreichstes ehemaliges Shalamar-Mitglied war Jody Watley.
2005 kamen Hewett und Daniel wieder zusammen und rekrutierten Carolyn Griffey, die Tochter des Shalamar-Erfinders Dick Griffey und der Sängerin Carrie Lucas. Die drei nahmen in Großbritannien an der Fernsehshow Hit Me Baby One More Time teil, in der das Publikum bewertete, welcher ehemalige Star als Sieger einen neuen Plattenvertrag erhalten solle. Shalamar verloren zwar gegen Shakin’ Stevens, blieben aber zusammen und treten seither wieder als Shalamar in Clubs auf oder geben anderweitig Konzerte.

## Diskografie

### Studioalben
| Jahr | Titel                   | Höchstplatzierung, Gesamtwochen, AuszeichnungChartplatzierungen (Jahr, Titel, Platzierungen, Wochen, Auszeichnungen, Anmerkungen) | Höchstplatzierung, Gesamtwochen, AuszeichnungChartplatzierungen (Jahr, Titel, Platzierungen, Wochen, Auszeichnungen, Anmerkungen) | Höchstplatzierung, Gesamtwochen, AuszeichnungChartplatzierungen (Jahr, Titel, Platzierungen, Wochen, Auszeichnungen, Anmerkungen) | Höchstplatzierung, Gesamtwochen, AuszeichnungChartplatzierungen (Jahr, Titel, Platzierungen, Wochen, Auszeichnungen, Anmerkungen) | Anmerkungen |
| Jahr | Titel                   | DE | UK | US | R&B | Anmerkungen |
| ---- | ----------------------- | --- | --- | --- | --- | --- |
| 1977 | Uptown Festival         | — | — | US48 (14 Wo.)US | R&B22 (8 Wo.)R&B | Erstveröffentlichung: 12. April 1977 Produzenten: Dick Griffey, Don Cornelius, Simon Soussan                                   |
| 1978 | Disco Gardens           | — | — | US171 (4 Wo.)US | R&B52 (14 Wo.)R&B | Erstveröffentlichung: 28. August 1978 Produzenten: Dick Griffey, Leon Sylvers III                                              |
| 1979 | Big Fun                 | — | — | US23 Gold · (36 Wo.)US | R&B4 (41 Wo.)R&B | Erstveröffentlichung: 30. August 1979 Produzenten: Dick Griffey, Leon Sylvers III                                              |
| 1980 | Three for Love          | — | — | US40 Gold · (36 Wo.)US | R&B8 (54 Wo.)R&B | Erstveröffentlichung: 15. Dezember 1980 Produzent: Dick Griffey                                                                |
| 1981 | Go for It               | — | — | US115 (15 Wo.)US | R&B18 (19 Wo.)R&B | Erstveröffentlichung: 28. August 1981 Produzenten: Dick Griffey, Jeffrey Daniel, Howard Hewett, James Ingram, Leon Sylvers III |
| 1982 | Friends                 | — | UK6 Platin · (72 Wo.)UK | US35 Gold · (25 Wo.)US | R&B1 (39 Wo.)R&B | Erstveröffentlichung: 29. Januar 1982 Produzenten: Dick Griffey, Leon Sylvers III                                              |
| 1983 | The Look                | — | UK7 Gold · (20 Wo.)UK | US38 (23 Wo.)US | R&B13 (35 Wo.)R&B | Erstveröffentlichung: 11. Juli 1983 Produzenten: Leon Sylvers III, Shalamar                                                    |
| 1984 | Heartbreak              | — | — | US90 (24 Wo.)US | R&B32 (25 Wo.)R&B | Erstveröffentlichung: 12. November 1984 Produzenten: Howard Hewett, David “Hawk” Wolinski, George Duke, Bill Wolfer            |
| 1987 | Circumstantial Evidence | — | — | — | R&B29 (28 Wo.)R&B | Erstveröffentlichung: 19. Juni 1987 Produzenten: Babyface, L.A. Reid                                                           |

Weitere Studioalben
- 1990: Wake Up

### Kompilationen
| Jahr | Titel         | Höchstplatzierung, Gesamtwochen, AuszeichnungChartplatzierungen (Jahr, Titel, Platzierungen, Wochen, Auszeichnungen, Anmerkungen) | Höchstplatzierung, Gesamtwochen, AuszeichnungChartplatzierungen (Jahr, Titel, Platzierungen, Wochen, Auszeichnungen, Anmerkungen) | Höchstplatzierung, Gesamtwochen, AuszeichnungChartplatzierungen (Jahr, Titel, Platzierungen, Wochen, Auszeichnungen, Anmerkungen) | Höchstplatzierung, Gesamtwochen, AuszeichnungChartplatzierungen (Jahr, Titel, Platzierungen, Wochen, Auszeichnungen, Anmerkungen) | Anmerkungen                       |
| Jahr | Titel         | DE | UK | US | R&B | Anmerkungen                       |
| ---- | ------------- | --- | --- | --- | --- | --------------------------------- |
| 1982 | Greatest Hits | — | UK5 Gold · (29 Wo.)UK | — | R&B48 (7 Wo.)R&B | Erstveröffentlichung: August 1982 |
| 2019 | Gold          | — | UK60 (1 Wo.)UK | — | — | Erstveröffentlichung: Juli 2019   |

Weitere Kompilationen
| - 1986: The Greatest Hits - 1987: The Solar System (mit Collage, Midnight Star und The Whispers) - 1989: Greatest Hits - 1992: Make That Move - 1992: Here It Is … The Best of Shalamar - 1994: The Collection - 1995: The Very Best of Shalamar - 1995: A Night to Remember - 1998: A Night to Remember – The Greatest Hits Collection (2 CDs) - 1998: Uptown Festival - 1999: The Second Time Around (2 CDs) | - 1999: Greatest Hits - 1999: A Night to Remember - 2001: Shalamar vs The Whispers – Their Greatest Hits (mit The Whispers) - 2002: Nights to Remember – The Ultimate Collection (2 CDs) - 2003: Essential Shalamar - 2004: Anthology (2 CDs) - 2006: Ultimate Collection - 2011: The Ultimate Best of Shalamar (2 CDs) - 2012: I Can Make You Feel Good: The Best of Shalamar - 2013: Friends – Deluxe Edition (2 CDs) |

### Singles
| Jahr | Titel Album                                             | Höchstplatzierung, Gesamtwochen, AuszeichnungChartplatzierungen (Jahr, Titel, Album, Platzierungen, Wochen, Auszeichnungen, Anmerkungen) | Höchstplatzierung, Gesamtwochen, AuszeichnungChartplatzierungen (Jahr, Titel, Album, Platzierungen, Wochen, Auszeichnungen, Anmerkungen) | Höchstplatzierung, Gesamtwochen, AuszeichnungChartplatzierungen (Jahr, Titel, Album, Platzierungen, Wochen, Auszeichnungen, Anmerkungen) | Höchstplatzierung, Gesamtwochen, AuszeichnungChartplatzierungen (Jahr, Titel, Album, Platzierungen, Wochen, Auszeichnungen, Anmerkungen) | Höchstplatzierung, Gesamtwochen, AuszeichnungChartplatzierungen (Jahr, Titel, Album, Platzierungen, Wochen, Auszeichnungen, Anmerkungen) | Anmerkungen | [↑]: gemeinsam behandelt mit vorhergehendem Eintrag; [←]: in beiden Charts platziert |
| Jahr | Titel Album                                             | DE | UK | US | R&B | Dance | Anmerkungen |                                                                                      |
| ---- | ------------------------------------------------------- | --- | --- | --- | --- | --- | --- | ------------------------------------------------------------------------------------ |
| 1977 | Uptown Festival                                         | — | UK30 (5 Wo.)UK | US25 (17 Wo.)US | R&B10 (16 Wo.)R&B | Dance2 (21 Wo.)Dance | Erstveröffentlichung: März 1977 Disco-Medley, Mix: Elton Farokh Ahi                                                                   |                                                                                      |
| 1977 | Ooh Baby, Baby Uptown Festival                          | — | — | — | R&B59 (10 Wo.)R&B | — | Erstveröffentlichung: August 1977 Autoren: Smokey Robinson, Warren Moore Original: The Miracles, 1965                                 |                                                                                      |
| 1978 | Take That to the Bank Disco Gardens                     | — | UK20 (12 Wo.)UK | US79 (6 Wo.)US | R&B11 (18 Wo.)R&B | — | Erstveröffentlichung: September 1978 Autoren: Kevin Spencer, Leon Sylvers                                                             |                                                                                      |
| 1979 | The Second Time Around Big Fun                          | DE53 (11 Wo.)DE | UK45 (9 Wo.)UK | US8 Gold · (23 Wo.)US | R&B1 (32 Wo.)R&B | Dance1 (22 Wo.)Dance | Erstveröffentlichung: August 1979 Autoren: William Shelby, Leon Sylvers                                                               |                                                                                      |
| 1979 | Right in the Socket Big Fun                             | — | UK44 (6 Wo.)UK | — | R&B22 (13 Wo.)R&B | Dance11 (16 Wo.)Dance | Erstveröffentlichung: 1979 Autoren: Dick Griffey, Kevin Spencer, Leon Sylvers                                                         |                                                                                      |
| 1980 | I Owe You One Big Fun                                   | — | UK13 (10 Wo.)UK | — | R&B60 (6 Wo.)R&B | — | Erstveröffentlichung: Juli 1980 Autor: Joey Gallo                                                                                     |                                                                                      |
| 1980 | Full of Fire Three for Love                             | — | — | US55 (12 Wo.)US | R&B24 (14 Wo.)R&B | Dance15 (23 Wo.)Dance | Erstveröffentlichung: Dezember 1980 Autoren: Jody Watley, Joey Gallo, Richard Randolph                                                |                                                                                      |
| 1981 | Make That Move Three for Love                           | — | UK30 (10 Wo.)UK | US60 (8 Wo.)US | R&B6 (19 Wo.)R&B | — | Erstveröffentlichung: März 1981 Autoren: Kevin Spencer, Ricky Smith, William Shelby                                                   |                                                                                      |
| 1981 | This Is for the Lover in You Three for Love             | — | — | — | R&B17 (15 Wo.)R&B | — | Erstveröffentlichung: Juni 1981 Autoren: Dana Meyers, Howard Hewett                                                                   |                                                                                      |
| 1981 | Sweeter as the Days Go By Go for It                     | — | — | — | R&B19 (14 Wo.)R&B | — | Erstveröffentlichung: Oktober 1981 Autoren: Linda Carriere, Rickey Smith                                                              |                                                                                      |
| 1982 | I Can Make You Feel Good Friends                        | — | UK7 Silber · (11 Wo.)UK | — | R&B33 (13 Wo.)R&B | — | Erstveröffentlichung: März 1982 Autoren: Howard Hewett, Renwick Jackson, William Shelby                                               |                                                                                      |
| 1982 | A Night to Remember Friends                             | — | UK5 Silber · (12 Wo.)UK | US44 (10 Wo.)US | R&B8 (16 Wo.)R&B | Dance15 (15 Wo.)Dance | Erstveröffentlichung: März 1982 Autoren: Charmaine Sylvers, Dana Meyers, Nidra Beard                                                  |                                                                                      |
| 1982 | There It Is Friends                                     | — | UK5 Silber · (10 Wo.)UK | — | — | — | Erstveröffentlichung: August 1982 Autoren: Charmaine Sylvers, Dana Meyers, Nidra Beard                                                |                                                                                      |
| 1982 | Friends                                                 | — | UK12 (10 Wo.)UK | — | — | — | Erstveröffentlichung: November 1982 Autoren: Glen J. Barbee, Nidra Beard, William Shelby                                              |                                                                                      |
| 1983 | Dead Giveaway The Look                                  | — | UK8 (10 Wo.)UK | US22 (20 Wo.)US | R&B10 (16 Wo.)R&B | Dance18 (12 Wo.)Dance | Erstveröffentlichung: Mai 1983 Autoren: Joey Gallo, Leon Sylvers, Marcus Dare                                                         |                                                                                      |
| 1983 | Disappearing Act The Look                               | — | UK18 (8 Wo.)UK | — | — | — | Erstveröffentlichung: August 1983 Autoren: Dana Meyers, Foster Sylvers, Janet Cole                                                    |                                                                                      |
| 1983 | Over and Over The Look                                  | — | UK23 (6 Wo.)UK | — | R&B26 (15 Wo.)R&B | — | Erstveröffentlichung: Oktober 1983 Autoren: Dominic Leslie, Leon Sylvers, William Shelby                                              |                                                                                      |
| 1983 | Deadline U. S. A. D. C. Cab (Soundtrack)                | — | UK52 (3 Wo.)UK | — | R&B34 (10 Wo.)R&B | — | Erstveröffentlichung: Dezember 1983 vom Soundtrack des Films Die Chaotenclique Autoren: Allee Willis, Danny Sembello, Dennis Matkosky |                                                                                      |
| 1983 | You Can Count on Me The Look                            | — | — | — | R&B77 (4 Wo.)R&B | — | Erstveröffentlichung: Dezember 1983 Autoren: Carrie Lucas, Ken Rarick                                                                 |                                                                                      |
| 1984 | Dancing in the Sheets Heartbreak                        | — | UK41 (3 Wo.)UK | US17 (18 Wo.)US | R&B18 (17 Wo.)R&B | Dance9 (15 Wo.)Dance | Erstveröffentlichung: Februar 1984 vom Soundtrack des Films Footloose Autoren: Bill Wolfer, Dean Pitchford, Mix: Jellybean            |                                                                                      |
| 1984 | Amnesia Heartbreak                                      | — | UK61 (3 Wo.)UK | US73 (9 Wo.)US | R&B49 (11 Wo.)R&B | — | Erstveröffentlichung: Oktober 1984 Autoren: George Duke, Howard Hewett                                                                |                                                                                      |
| 1985 | My Girl Loves Me Heartbreak                             | — | UK45 (3 Wo.)UK | — | R&B22 (15 Wo.)R&B | Dance25 (9 Wo.)Dance | Erstveröffentlichung: Januar 1985 Autoren: Micki Free, David Wolinski, Howard Hewett                                                  |                                                                                      |
| 1985 | Mix to Remember (Megamix) The Greatest Hits             | —[UK: ↑] | UK45 (3 Wo.)UK | — | — | — | Erstveröffentlichung: Januar 1985 Remix: John Morales                                                                                 |                                                                                      |
| 1985 | Don’t Get Stopped in Beverly Hills Heartbreak           | — | — | — | R&B79 (5 Wo.)R&B | — | Erstveröffentlichung: Juni 1985 Autoren: David Wolinski, Howard Hewett, Micki Free                                                    |                                                                                      |
| 1986 | A Night to Remember (The M & M Mix) The Greatest Hits   | — | UK52 (5 Wo.)UK | — | — | — | Erstveröffentlichung: April 1986 Remix: John Morales                                                                                  |                                                                                      |
| 1986 | Take That to the Bank (The M & M Mix) The Greatest Hits | — | UK87 (2 Wo.)UK | — | — | — | Erstveröffentlichung: August 1986 Remix: John Morales                                                                                 |                                                                                      |
| 1987 | Circumstantial Evidence                                 | — | — | — | R&B30 (12 Wo.)R&B | — | Erstveröffentlichung: Juni 1987 Produzenten: Babyface, L.A. Reid                                                                      |                                                                                      |
| 1987 | Games Circumstantial Evidence                           | — | — | — | R&B11 (17 Wo.)R&B | — | Erstveröffentlichung: September 1987 Autoren: Bruce Robinson, Charles Muldrow, Jeff Wilson, Sid Johnson                               |                                                                                      |

Weitere Singles
- 1978: Tossing, Turning and Swinging
- 1979: Stay Close to Love
- 1980: This Is for the Lover in You
- 1980: Work It Out
- 1981: Sweeter as the Days Go By
- 1981: Uptown Festival Part 1 & Part 2
- 1981: Talk to Me
- 1982: Help Me
- 1983: You Can Count on Me
- 1983: A Night to Remember / Take That to the Bank / There It Is / Megamix – A Mix to Remember
- 1985: Just One of the Guys
- 1988: I Want You (To Be My Plaything)
- 1990: Caution: This Love Is Hot
- 1990: Come Together

### Videoalben
- 2006: Galaxy of Stars Live (mit The Whispers, Lakeside und Dynasty)
- 2010: The Solar Videos (mit Midnight Star, The Whispers, Lakeside und Dynasty)